# 记忆植入
记忆植入是认知心理学中用于研究人类记忆的一种技术。 在记忆植入研究中，研究人员使人们相信他们记得实际上从未发生过的事件。 已被成功地植入人们的记忆中的错误记忆，包括记得小时候在商场里迷路，乘坐热气球，以及在小学的老师的书桌上放烂泥。 记忆植入技术是在1990年代开发的，旨在提供一种证据来证明人们对过去事件的记忆有多么容易扭曲。